# 白鳥ドレス

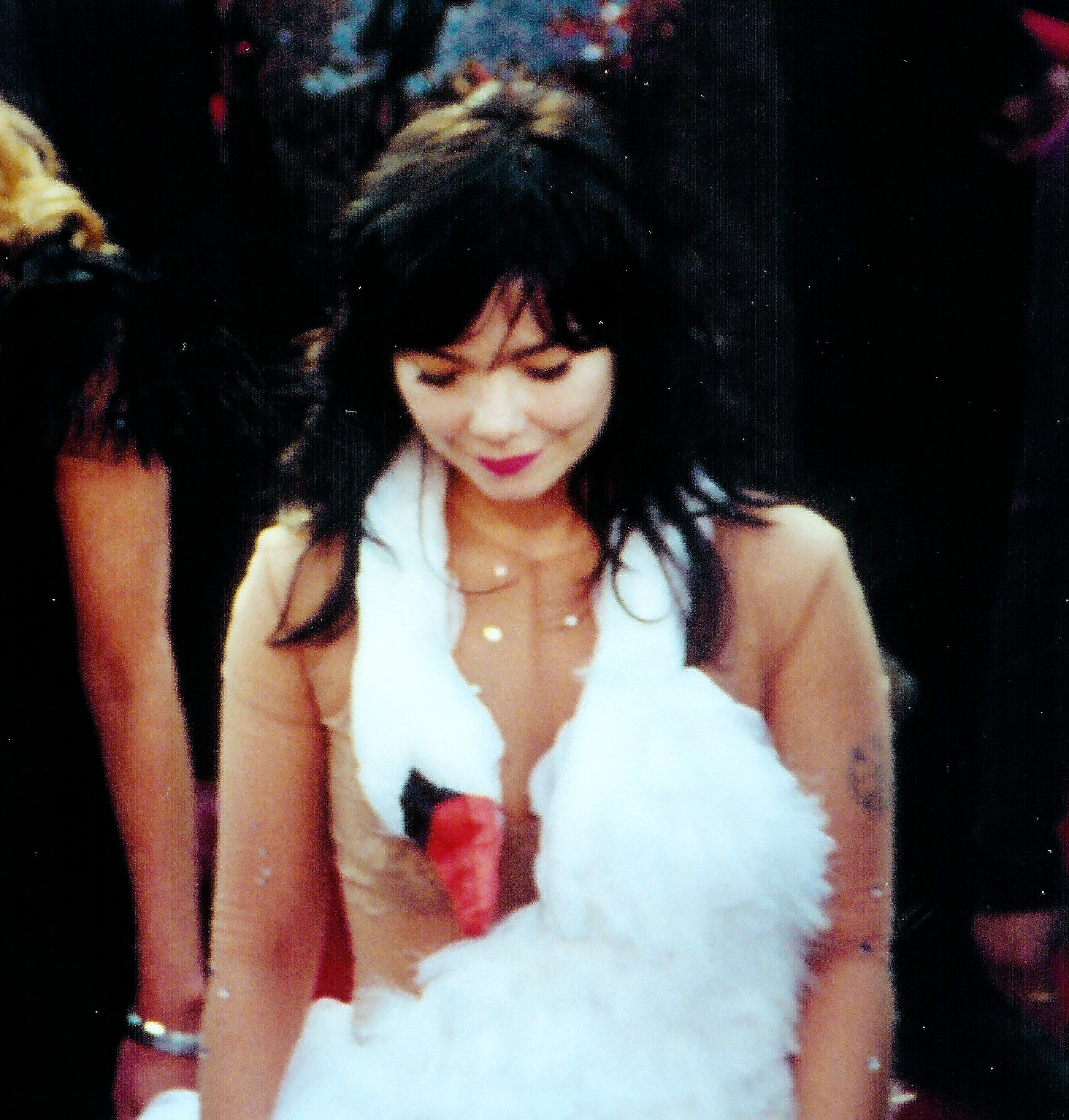
第73回アカデミー賞授賞式で白鳥ドレスを着用するビョーク

白鳥ドレスは、アイスランドのアーティストであるビョークが2001年3月25日の第73回アカデミー賞授賞式で着用した、白鳥に似せた特徴的なドレスである。2008年にデイリー・テレグラフが掲載したデベナムズの投票では、象徴的なレッドカーペットドレスの第9位に選ばれている。ビョークの白鳥ドレスは2014年春のパリ・コレクションのショーでヴァレンティノによって再び取り上げられ、ファッション系のブログやソーシャルメディアで賞賛を受けた。

## デザイン
マケドニアのデザイナー、マラヤン・ペジョスキーがデザインしたこのドレスは白鳥のような見た目で、授賞式でビョークはレッドカーペットで産卵するまねをした。エマニュエル・レヴィによると、これは「巨大な白鳥ドレスなのだが、首をまわしてビョークにからみつき、頭とくちばしを着ている当人の胸で休ませている大きな白鳥に覆われた全身タイツ」であった。ビョークはドライクリーニングができない場合を考えてドレスを2着作ってもらった。のちにビョークは2001年のアルバム『ヴェスパタイン』のジャケットでこのドレスを着ており、ヴェスパタイン・ワールド・ツアーで何度も似たようなドレスを着ていた。

## 評判
ドレスはこの式典の後何週間か、ファッションやエンタテイメント業界で話題になった。様々な人々から批判され、常軌を逸していて奇抜だと言われ、「その年の失敗ファッションになった」服だと見なされた。ただの宣伝行為とは思えないくらい奇っ怪だと見る人もおり、これはビョークも認めている。スティーヴン・コジョカルはこのドレスは「たぶん今までみた一番まぬけなもの」だと述べた。ジョーン・リバーズは「あとでビョークがお手洗いの床に紙を広げてるのを見たんだけど、この子難民保護施設に連れてくべきだと思った」と言った。しかしながら、独創性についてドレスが褒められたこともあった。『ニュー・ヨーク・オブザーヴァー』の評決は「総体としては好きだ」というものであったし、メリッサ・エスリッジもドレスを褒めたということだった。
メディアの誇大宣伝に対しビョークは「それはただのドレスです」と答えた。また、「なぜ私が白鳥に執着しているのかわかりませんが、以前に私が言ったように新しいアルバムはすべて冬についてで、白い冬の鳥のようなものです。明らかにとてもロマンティックで、一雄一雌です。説明するのは難しく、5年後に説明できても現時点では正確な理由はわかりません。今は白鳥が多くのものを表してるように思えます。」とコメントした。

## メディアでの扱い
エレン・デジェネレスはのちに第53回のプライムタイムエミー賞でこのドレスをまねた。ケヴィン・ジェームズは第29回ピープルズ・チョイス賞でこのドレスの一種を着用した。2007年には、過去のアカデミー賞レッドカーペットでおなじみのドレスを紹介する一環としてこのドレスをその年のオスカー・ファッション・ショーに登場させてはどうかという提案が出たが、アカデミー賞のプロデューサであるローラ・ジスキンによると、ビョークのチームはドレスの登場を許可しなかった。
2006年、第78回アカデミー賞において、ホストのジョン・スチュワートがディック・チェイニーの狩猟中の誤射事件にひっかけて「ビョークは来られません...オスカー用ドレスを試着してたらディック・チェイニーに撃たれましてね」と述べた。
2004年の映画『最凶女装計画』や2005年の映画『My Big Fat Independent Movie』、テレビアニメ『Oops!フェアリーペアレンツ』やテレビドラマ『シークレット・アイドル ハンナ・モンタナ』の一エピソードでこのドレスがパロディにされた。『ハンナ・モンタナ』ではヒロインのハンナがガラでこのドレスを着ているところが見える。テレビドラマ『サニーwithチャンス』の一エピソードでも、登場人物が授賞式にこのドレスを着ていくパロディがあった。コメディ番組『マッドTV!』のコントでも、アレックス・ボースタイン演じるスワン夫人という名前の登場人物がビョークと同じドレスを着けてデートに出かけるというパロディがあった。このドレスはネリー・ファータドの"Bajo otra luz"のビデオクリップにも登場し、ネリーがこのドレスと同じものを着て踊っている。テレビアニメ『アーチャー』の第3シーズンのエピソード「スペース・レース」では、シェリルがビョークのドレスに非常によく似た服を着ている。